# 日本の都市計画家一覧
日本の都市計画家一覧（にほんのとしけいかくかいちらん）は、日本の都市計画をする者、都市計画家（Urban planner）についての一覧である。

## あ行
- 新居千秋 - 横浜駅周辺整備、新本牧のまちづくり、大分アメニティータウン構想
- 新居善太郎 - 内務省国土局初代局長
- 浅田孝 - 坂出人工土地、広島戦災復興計画案、「こどもの国」、大阪万博初期マスタープラン
- 浅野英 - 相模原土地区画整理事業
- 浅野光行 - 日本都市計画学会第27代会長
- 東秀紀 - 東京湾臨海部グランドデザイン
- 赤司貫一 - 富山市土地区画整理事業
- 青木楠男 - 元東京都都市計画審議会委員
- 安部磯雄 - 応用市政論、土地公有論、都市独占事業論
- 阿南常一 - 都市研究会常任幹事、都市計画協会専務理事
- 阿部喜之丞 - 静岡大火後復興都市計画
- 荒田厚 - 沖縄県各地都市計画
- 饗庭伸
- 青木将幸
- 明石達生
- 有路信
- 岩村和夫 - 世田谷区深沢の環境共生住宅
- 石川允（都市計画コンサルタント協会マスター都市プランナー）中央官街地区（霞が関）計画試案、筑波研究学園都市建設推進
- 石川栄耀 - 東京戦災復興都市計画、名古屋土地区画整理・都市計画、歌舞伎町都市開発、大上海都市計画
- 石原憲治 - 日本都市計画学会第五代会長
- 石原舜介 - 日本都市計画学会第17代会長
- 石井粕亭 - 渡辺町分譲計画、
- 石井桂 - 日本都市計画学会名誉会員。内務省防空計画、東京都戦災復興都市計画
- 池田宏 - 都市改造案「東京市制要綱」、帝都復興計画
- 伊藤滋 - 都市計画における発生交通量に関する方法論的研究 さいたま新都心（都市計画コンサルタント協会マスター都市プランナー） 1993-94年度日本都市計画学会第22代会長
- 磯崎新 - 新宿計画、ベルリン集合住宅基本計画、「海市」計画
- 市浦健 - 千里ニュータウン、多摩ニュータウンなどのニュータウン開発
- 市川清志 - 満洲国都市計画、東京都戦災復興都市計画
- 五十嵐醇三 - 戦災復興土地区画整理事業
- 伊藤孝紀 - 芦原温泉駅周辺のまちづくりデザイン
- 岩崎駿介 - 横浜市アーバンデザイン
- 井上孝 - 長崎県防災都市構想策定（眼鏡橋保存）、海浜ニュータウン幕張地区計画 日本都市計画学会第12代会長
- 井本政信 - 横浜市震災復興、兵庫県下の都市計画
- 井手久登（都市計画コンサルタント協会マスター都市プランナー）
- 井澤知旦 - 都市農地活用支援、産業観光開発
- 飯沼一省 - 都市計画中央審議会会長、国土総合開発審議会　宅地制度審議会会長
- 今川正彦 - 全国総合開発計画 静清広域圏都市計画 元京都市長
- 入澤恒  - 日本都市計画学会第14代会長
- 泉耿介 - なゆた浜北、秋田市や国立市都市計画マスタープラン
- 伊部貞吉 - 土地区画整理理論、帝都復興事業
- 梅沢忠雄 - 大川端リバーシティ21、幕張メッセ・幕張新都心、筑波テクノパーク
- 上田政義 - 朝鮮・大邱（テグ）都市計画
- 内田祥三 - 大同都邑計画、日立市都市整備計画 1951-54年度日本都市計画学会初代会長
- 内田祥文 - 新宿文教地区開発計画、大同都邑計画
- 内田雄造 - 山形市や筑波の都市マスタープラン
- 内山新之助 - 大阪府都市計画、大阪湾港湾計画
- 卯月盛夫 - 世田谷区都市デザイン、国土政策検討委員会委員
- 浦口醇二 - 蕨市歴史的文化軸まちづくり計画
- 氏家隆正
- 延藤安弘 - 京都市あじろぎ横丁、ユーコード、四街道わろうべの里
- 江田隆三（地域計画連合代表）
- 岡西靖
- 岡辺重雄
- 岡山敏哉
- 小川博三
- 大薮義章
- 大林順一郎
- 小栗忠七 - 満洲国都邑計画、戦災復興都市計画、町名地番整理
- 押田健雄 - 東通村中心地区計画設計、高山市まちかど
- 大村虔一 - 幕張新都心住宅地計画/計画設計調整/設計、大宮ソニックシティ計画企画
- 大西隆 日本都市計画学会第30代会長
- 大熊喜昌（都市計画コンサルタント協会マスター都市プランナー）江東デルタ防災再開発、防災拠点づくり、密集市街地まちづくりの対策. コーボラティブ住宅施策
- 大林新 - 戦災復興都市計画
- 大河原春雄 - 東京都首都整備局、多摩ニュータウン
- 大和田清隆 - 参加のまちづくり、浜松まちづくりセンター
- 大野直利 - 渡辺町分譲計画
- 大高正人 - 坂出人工土地、群造形、南多摩ニュータウン設計
- 大竹康市（象設計集団) - 恩納村基本構想、名護市各種計画基本構想
- 大谷幸夫 - 麹町計画、広島戦災復興計画案、川崎駅西口地区計画
- 大塚全一 - 京都府や大阪府の都市計画
- 大屋霊城 - 甲子園分譲地、藤井寺分譲地
- 太田實 - 北海道各地の都市計画・住宅地計画、コミュナル・ゾーン・システム
- 太田謙吉 - 東京緑地計画、首都圏広域緑地計画
- 岡田新一 - リトルトーキョー再開発計画、大阪城北地区再開発計画
- 沖種郎 - 京都市長期開発計画、桜井南地区再開発計画
- 折下吉延 - 帝都復興都市計画、満洲各地の都市緑化計画
- 岡崎早太郎 - 名古屋市都市計画道路網研究
- 奥正孝 - 岸和田市本町のまちづくり、泉大津市都市計画マスタープラン
- 奥田教朝 日本都市計画学会第11代会長
- 奥中喜代一 - 神戸市都市計画
- 奥保多聞 - 大阪府営住宅景観改善事業、天理市三島町町づくり基本計画、千舟工場跡地利用計画
- 小野栄作 - 台北の改造都市計画1932

## か行
- 加藤寛之 -大阪府枚方、三重県伊賀、兵庫県丹波、大阪市阿部野、大阪市芦原橋、静岡県沼津、奈良県大和郡山など複数の地域においてエリアの価値を向上させるムーブメントを主導
- 風見正三 -大崎市中心市街地復興まちづくり計画
- 川上佐一 - 関西土地分譲地
- 片寄俊秀 - 千里ニュータウン、長崎県防災都市構想策定（眼鏡橋保存）
- 狩野力 - 名古屋山林都市計画
- 榧木寛之 - 橿原神都計画、軽井沢都市計画、八重洲口広場交通計画
- 兼岩伝一（兼岩傳一） - 四日市市都市計画マスタープラン
- 片岡安 - 蓑面櫻ヶ丘開発
- 笠原敏郎 - 帝都復興都市計画、満洲国新京都市計画 1955-56年度日本都市計画学会第二代会長
- 加藤源 - 帯広駅周辺都市設計、丸亀駅周辺都市設計、北彩都あさひかわ都市設計
- 河上省吾（都市計画コンサルタント協会マスター都市プランナー）
- 川手昭二（都市計画コンサルタント協会マスター都市プランナー）
- 川名吉ェ門 - 神戸市西区の研究学園都市西神ニュータウン、鈴蘭台住宅団地基本計画
- 川上秀光 - 日本都市計画学会第19代会長
- 亀山孝一 - 東京防空計画
- 亀井幸次郎 - 帝都復興、公団住宅、都市防災研究
- 金古久次 - 中国上海の都市計画、和歌山市都市計画
- 神田駿 - 幕張新都心パティオス5住居、横浜みなとみらい21クイーンモール複合施設
- 神戸正雄 - 地方行政調査委員会委員、帝都復興院評議員
- 片方信也 - 豊中市庄内地区住環境整備計画策定
- 加藤与之吉 - 長春街区計画、奉天街区計画、
- 北沢猛 - 横浜市アーバンデザイン
- 寒竹伸一
- 嘉名光市
- 筧裕介
- 木島粂太郎 - 八事丘陵地
- 北村徳太郎 - 帝都復興都市計画、東京緑地計画、1957-58年度日本都市計画学会第三代会長
- 菊竹清訓 - 海上都市1959、東急ペアシティ計画、藤が丘ビレージ計画
- 菊竹倉二 - 首都圏整備計画、広島戦災復興都市計画
- 菊池慎三 - 帝都復興事業基本計画策定
- 木下勇 - 住民参画のまちづくり、国土交通省地域づくりインターン事業
- 木村三郎 - 満洲国都邑計画、日本の国土計画
- 木村英夫 - 江戸川改修事業関連土地区画整理事業, 国道17号バイパス計画
- 北原理雄 - 公共空間の活用と賑わいまちづくり研究
- 岸井隆幸 - 日本都市計画学会第32代会長
- 岸田比呂志
- 木村拓郎
- 黒崎羊三 -
- 黒川紀章 - 中国河南省新都市、シンガポール実験特区フュージョンポリス
- 黒川洸 日本都市計画学会第25代会長
- 黒谷了太郎 - 名古屋山林都市計画、名古屋土地区画整理・都市計画
- 蔵田周忠 - 等々力ジードルング計画
- 久保田尚 - 日本都市計画学会第36代会長
- 楠瀬正太郎 - 日本都市計画学会第13代会長
- 久木田禎一
- 国吉直行
- 小出和郎 -
- 越澤明 - 社会資本整備審議会都市計画・歴史的風土分科会長
- 小宮賢一 - 常盤台住宅地計画
- 後藤春彦 - 城崎温泉、木之本町北国街道　2012-13年度日本都市計画学会第33代会長
- 後藤新平 - 東京市制要綱、帝都復興、台湾整備、長春整備
- 小島重次 - 筑波研究学園都市
- 小林重敬 - 日本都市計画学会第26代会長
- 小林英嗣 - 日本都市計画家協会会長
- 小寺駿吉 - 各地方公共団体、民間公益法人委嘱審議会委員、観光計画や設計調査
- 近藤正一（都市計画コンサルタント協会マスター都市プランナー）
- 近藤謙三郎 - 新宿西口駅前整備計画、満洲国都市計画
- 今野博 日本都市計画学会第16代会長
- 紺野昭 - 工業地の立地条件,計画単位,必要施設研究
- 高津俊久 - 大阪市都市計画事業

## さ行
- 桜井英記　日本都市計画学会第六代会長
- 佐々木政雄（アトリエ74建築都市計画研究所代表）金沢市兼六園周辺地区整備計画・事業、川越市歴史的地区環境整備計画・事業他
- 佐野利器 - 大和村、新京都市計画
- 佐藤滋 - 鶴岡市、最上エコポリス
- 佐藤昌 - 新京都市緑化計画、神奈川県都市計画事業
- 坂田貞明 - 横浜市市区改正計画
- 笹原辰太郎
- 左高啓三
- 西郷真理子
- 坂井猛
- 坂井信行
- 下山重丸
- 蔀健夫
- 島重治 - 大阪市都市計画事業実施
- 島義勇 - 札幌市の都市計画
- 春藤真三　日本都市計画学会第四代会長
- 司波寛（都市計画コンサルタント協会マスター都市プランナー）
- 下河辺淳 - 全国総合開発計画（第2次-第4次）、第二国土軸
- 下村喜三郎 - 関西土地分譲地
- 塩島大 - 国営アルプスあづみの公園
- 清水真澄 - 高知市の都市計画
- 進士五十八 - 日本都市計画学会第28代会長
- 鈴木崇英 - 幕張新都心、六甲アイランド、シーサイドももち
- 鈴木雅次 - 港湾計画研究
- 杉尾邦江（都市計画コンサルタント協会マスター都市プランナー）
- 菅原文哉 - 旧東京府や旧満洲国で各地都市の都邑計画、秋田市総合都市計画
- 關一 - 大阪市都市計画事業実施
- 芹沢高志
- 関研二（都市計画コンサルタント協会マスター都市プランナー）
- 清家清 - 伊豆三津シーパラダイス 伊勢おはらい町再構想計画 横浜八景島
- 曽根幸一 - 日本万国博覧会基幹施設レイアウト、幕張ベイタウン

## た行
- 丹下健三 - 東京計画1960、スコピエ・ユーゴスラビア再建計画、ボローニャ計画
- 高屋直弘 - 玉川地域#玉川全円耕地整理事業
- 高倉馨 - 朝鮮各地都市計画 仙台市土地区画整理
- 高橋甚也 - 帝都復興事業 仙台市戦災復興事業
- 高谷高一 - 鳥取市大火後復興都市計画 三重県観光開発
- 建石辰二 - 関西土地分譲地
- 高木百人 - 京都北白川界隈
- 武田光一 -
- 高山英華 - 大同都市計画、千里ニュータウン、高蔵寺ニュータウン、八郎潟計画
- 田村鎮 - 片瀬（江ノ島）別荘地プラン
- 武居高四郎 - 大阪市、新京都市建設
- 谷口成之 - 東京都復興区画整理 愛知県内都市計画
- 田淵寿郎 - 名古屋市戦災復興都市計画
- 玉置豊次郎 - 帝都復興都市計画
- 竹重貞蔵 - 広島市戦災復興計画、松戸公団住宅地
- 田村明 - 横浜市アーバンデザイン
- 滝口巌 -
- 武内和彦 日本都市計画学会第31代会長
- 田畑貞寿（都市計画コンサルタント協会マスター都市プランナー）
- 伊達美徳（都市計画コンサルタント協会マスター都市プランナー）
- 武基雄 - 呉市戦災復興都市計画立案
- 田中滋夫 - 仙台泉中心市街地整備プロジェクト 仙台市一番町ブランドーム
- 武田五一 - 大連都市整備計画、甲子園大遊園計画
- 田沼実
- 田辺員人
- 田住満作
- 高見澤邦郎
- 高野公男
- 樗木武（都市計画コンサルタント協会マスター都市プランナー）
- 坪井善道
- 辻義彦 -
- 土田旭 - 日立駅前地区都市デザイン、幕張新都心（都市計画コンサルタント協会マスター都市プランナー）
- 津端修一 - 日本住宅公団団地群
- 出口敦 - アジア都市、都市計画マスタープラン研究
- 東畑謙三 - 筑波研究学園都市、大阪駅前再開発
- 東後琢三郎 - 福岡や関西における都市計画及び土地区画整理事業
- 戸辺文博 - 旧住宅公団住宅地、たま・まちせん
- 戸沼幸市（都市計画コンサルタント協会マスター都市プランナー）1997-98年度日本都市計画学会第24代会長
- 鳥栖那智夫 - みなとみらい21地区、ルンビニ（釈迦生誕地）復興計画、ボローニア新都市開発計画（都市計画コンサルタント協会マスター都市プランナー）
- 土井幸平（都市計画コンサルタント協会マスター都市プランナー）

## な行
- 中島陟 - 箱根土地の分譲地
- 中澤誠一郎 - 京都都心部街区 大阪近郊市街地計画
- 長松太郎 - 広島市河岸緑地整備計画設計 広島市基町・長寿園団地計画
- 直木倫太郎 - 東京築港計画、大阪港湾都市計画、満洲国都市建設
- 長島孝一 - みなとみらい21新港地区緑地景観計画、赤レンガパーク基本設計
- 長崎敏音 - 豊橋市都市計画、名古屋市街路計画
- 鳴海邦碩 - 奈良町100年計画、北摂地区ゆりのき台 環境共生住宅街区基本計画　2004-05年度日本都市計画学会第29代会長
- 中井検裕 日本都市計画学会第34 代会長
- 南條道昌 - 筑波研究学園都市や日本万国博覧会の会場基本計画 福知山駅周辺土地利用計画
- 南條洋雄 - 幕張グランパティオス東の街、狭山市駅西口再開発
- 中野恒明 - 門司港レトロ事業 皇居周辺道路・緑地景観整備
- 中村静夫 - 横浜国立大学総合計画設計
- 中村寛 - 住宅地区改良事業
- 中村絅 - 台北の改造1940
- 中村八郎
- 中農一也
- 中野好文
- 長松太郎
- 中島一
- 中澤一夫
- 西山敏樹
- 西大條覚
- 西田穣
- 西原清之
- 西山夘三 - 京都計画、奈良計画、枚方市香里団地計画
- 西村幸夫 - 都市保全計画、都市景観計画研究
- 西多英治（都市計画コンサルタント協会マスター都市プランナー）
- 丹羽鼎三 - 東京府大緑地　神奈川、群馬の都市計画
- 沼田征矢雄 - 蒙古政府交通計画　大哈爾浜都市計画
- 根岸情治 - 朝鮮土地区画整理
- 野々村宗逸 - 旧住宅公団住宅地・港北ニュータウン
- 野口和雄 - 真鶴町まちづくり条例、真鶴町まちづくり計画、真鶴町景観計画、練馬区まちづくり条例、大井・苗間区画整理、上大岡駅西口再開発事業
- 野生司義章 - 東京・青山通り拡幅整備 北砂五丁目団地
- 野村一郎 - 台北市の都市計画
- 野坂相如 - 相模原市軍都計画、富山市復興計画、長岡市復興計画

## は行
- 橋爪紳也 - 大阪市都市計画審議会会長、大阪市景観計画ほか
- 林泰義 - 足助町・地域づくり計画策定、日立駅前地区都市デザイン（都市計画コンサルタント協会マスター都市プランナー）
- 原昭夫 - 東京都、名護市、世田谷区まちづくり
- 原口要 - 東京市区改正計画
- 原口忠次郎 - ポートアイランド他神戸市都市計画
- 原田敬美 - 港区都市計画
- 早川透 - 京都市街地計画 台湾の都市計画事業
- 番匠谷尭二 - ダマスカス、アレッポの現行都市計画
- 波多江健郎
- 花井又太郎
- 濱谷雅弘
- 平井邦彦
- 平野侃三 日本都市計画学会第21代会長（都市計画コンサルタント協会マスター都市プランナー）
- 彦坂裕 - 玉川髙島屋ショッピングセンター、日立シビックセンター
- 廣瀬盛行（都市計画コンサルタント協会マスター都市プランナー）
- 廣瀬可一 - 第二阪神国道 アラブ連合共和国大カイロ市都市交通計画
- 日笠端 - 日本都市計画学会第15代会長
- 菱田厚介 - 大同都市計画 満洲開拓村モデル計画
- 秀島乾 - 松戸常盤平住宅団地計画、満洲国新京都市計画
- 古市徹雄 - ナイジェリア新首都都心計画
- 藤田宗光 - 宮崎市都市計画事業
- 福田重義 - 「新東京」計画
- 福澤宗道
- 藤浩志
- 藤田邦昭
- 本城和彦 - 旧住宅公団住宅地
- 堀新次 - 大阪駅前第一次土地区画整理事業　大阪市神路区画整理事業
- 堀見末子 - 台湾都市計画
- 堀池秀人 - ハワイ州ホノルル市 ワイキキ2020計画
- 堀口浩司 - 土地利用計画、景観計画など建築物の誘導、既成市街地の整備計画
- 堀江興（都市計画コンサルタント協会マスター都市プランナー）
- 本間啓 - 公団団地・東京ベイエリア緑化空間

## ま行
- 町田実 - 別子不動産鎌倉宅地造成
- 前田豪 - 中規模観光レクリエーション基地 盛岡手づくり村計画
- 間瀬延幸 - 住宅・都市整備公団公園緑地
- 牧彦七 - 横浜震災復興都市計画
- 町田保 - 1965-66年度日本都市計画学会第七代会長
- 松井達夫 - 日本都市計画学会第九代会
- 萬羽敏郎 - スカイテラス南山
- 松本敏行 - 渋谷商業再開発のマスタープラン「渋谷計画 1985」, 多摩ニュータウン向陽台
- 丸茂弘幸
- 松縄隆 - 江戸川区街づくり基本プラン
- 松村光磨 - 旧内務省都市計画課長
- 前田松韻 - 満洲大連都市整備計画
- 宮澤美智雄
- 三好庸隆
- 水鳥川和夫
- 水口俊典
- 水谷頴介 - 神戸ポートアイランド、シーサイドももち
- 光吉健次 - 福岡県営団地基本計画
- 蓑原敬 - 幕張ベイタウン、水戸六番池
- 三輪雅久（都市計画コンサルタント協会マスター都市プランナー）
- 三輪泰司（都市計画コンサルタント協会マスター都市プランナー）
- 村尾修
- 村上祥司
- 村上美奈子 - 杉並区蚕糸試験場跡地周辺不燃化まちづくり、新宿区四谷若葉須賀町密集住宅市街地整備
- 村上處直 - 防災拠点等防災都市建設関連計画
- 森一雄 - 西宮市営満池谷公園墓地　北大和観光緑地計画
- 望月真一 - 建設省シンボルロード整備事業基本調査、住宅都市整備公団奈良地区公共施設マスターデザイナー
- 森村道美 - 東京都区部市街地解析
- 本村佳久
- 森延彦
- 森勢郁生

## や行
- 山田幸夫
- 山下昌彦
- 山崎満広
- 山口半六 - 大阪市市区改正計画、長崎市市区改正計画
- 山田博愛 - 帝都復興都市計画、千里山田園都市計画
- 山中知彦 - 熊谷市市役所通線設計 本太坂下・広場景観設計
- 柳沢厚 -全国各地都市計画審議会委員
- 柳沢彰 -
- 山田馨 - 大船田園都市 富士山麓住宅地開発設計
- 山田学 - 都市計画コンピュータ解析
- 山田正男 - 飯田大火災害復興計画、東京首都高速道路網計画
- 矢部金太郎 - 田園調布、明治神宮外苑
- 八嶋三郎 - 戦災復興都市計画
- 八巻芳夫 - 仙台市戦災復興都市計画
- 安田臣 - 住宅営団住宅団地、広島県の戦災復興都市計画 島根県庁舎及びその周辺整備計画
- 山背国宇太郎 - 平安京造京使他
- 吉村辰夫 - 大上海都市計画
- 吉川仁
- 吉阪隆正 - 大島元町復興地域計画、仙台計画
- 吉田享二 - 城崎温泉災害復興整備
- 横山光雄　日本都市計画学会第10代会長
- 吉田安三郎　日本都市計画学会第八代会長
- 依田和夫 日本都市計画学会第23代会長
- 横張真 日本都市計画学会第35代会長

## わ行
- 渡辺定夫 - 幕張新都心、川崎駅東口周辺アーバンデザイン、ショッパーズプラザ新浦安
- 渡邉貴介 - 元東京工業大学大学院教授
- 若井康彦 -
- 若林時郎 -
- 渡部與四郎（都市計画コンサルタント協会マスター都市プランナー）1985-86年度日本都市計画学会第18代会長